# Calvin Mac-Intosch
Calvin Leonard Mac-Intosch (Amsterdam, 9 agosto 1989) è un calciatore olandese naturalizzato surinamese, difensore del TOP Oss.

## Carriera

### Club
Prodotto del settore giovanile dell'Ajax, non è mai riuscito ad effettuare l'esordio in prima squadra, complici i numerosi infortuni subiti. A luglio 2009 è stato pertanto ingaggiato dall'Haarlem.
Libero da vincoli contrattuali, il 7 agosto 2018 ha firmato un accordo valido fino al termine della stagione con i norvegesi del Notodden, militanti in 1. divisjon, con la quale colleziona 12 presenze.
Nel febbraio del 2019 passa agli olandesi del Fortuna Sittard da svincolato.

### Nazionale
Nel 2022 ha esordito nella nazionale surinamese.

## Statistiche

### Presenze e reti nei club
Statistiche aggiornate al 7 agosto 2018.
| Stagione       | Club     | Campionato | Campionato | Campionato | Coppe nazionali | Coppe nazionali | Coppe nazionali | Coppe continentali | Coppe continentali | Coppe continentali | Supercoppe | Supercoppe | Supercoppe | Totale | Totale |
| Stagione       | Club     | Comp       | Pres       | Reti       | Comp            | Pres            | Reti            | Comp               | Pres               | Reti               | Comp       | Pres       | Reti       | Pres   | Reti   |
| -------------- | -------- | ---------- | ---------- | ---------- | --------------- | --------------- | --------------- | ------------------ | ------------------ | ------------------ | ---------- | ---------- | ---------- | ------ | ------ |
| ago.-dic. 2018 | Notodden | 1D         | 0          | 0          | CN              | -               | -               | -                  | -                  | -                  | -          | -          | -          | 0      | 0      |
| Totale         | Totale   | Totale     | ?          | ?          |                 | ?               | ?               |                    | -                  | -                  |            | -          | -          | ?      | ?      |

## Palmarès

### Club

#### Competizioni nazionali
- Eerste Divisie: 1

Cambuur: 2020-2021